# Teateråret 1923

## Händelser

### April
- 23 mars - Direktör Ernst Eklund blir chef för Intima teatern.[1]
- 21 april - Den första av en serie "modern dress"-produktioner av William Shakespeares pjäser, Cymbeline, i regi av H. K. Ayliff, invigs på Barry Jacksons Birmingham Repertory Theatre i England.[2]

### Okänt datum
- Hovsångaren John Forsell efterträder Karl-Axel Riben som chef för Kungliga Teatern.
- Ernst Eklund blir chef för Komediteatern i Stockholm.

## Årets uppsättningar

### April
- 5 april - August Strindbergs pjäs Holländarn har urpremiär på Lorensbergsteatern i Göteborg [3].

### Okänt datum
- Eugene O'Neills pjäs Anna Christie med regi av Karl Hedberg har premiär på Dramaten.
- Tor Hedbergs pjäs Nationalmonumentet uruppförds på Dramaten i Stockholm.
- Axel Frische och Axel Breidahls pjäs Ebberöds bank har svensk premiär på Södra Teatern i Stockholm.
- Félix Gandéra och André Mouézy-Éons pjäs Les deux "Monsieur de Madame" (Fruns båda män) har svensk premiär på Folkteatern i Stockholm.

## Födda
- 20 maj – Ingvar Kjellson, svensk skådespelare.